# Brentwood (Pensilvania)
Brentwood es un borough ubicado en el condado de Allegheny en el estado estadounidense de Pensilvania. En el año 2000 tenía una población de 10 466 habitantes y una densidad poblacional de 2794.3 personas por km².

## Geografía
Brentwood se encuentra ubicado en las coordenadas 40°22′28″N 79°58′34″O / 40.37444, -79.97611.

## Demografía
Según la Oficina del Censo en 2000 los ingresos medios por hogar en la localidad eran de $37 013 y los ingresos medios por familia eran $48 552. Los hombres tenían unos ingresos medios de $36 097 frente a los $29 526 para las mujeres. La renta per cápita para la localidad era de $20 024. Alrededor del 6.1% de la población estaba por debajo del umbral de pobreza.